# Malpolon
Malpolon is een geslacht van slangen uit de familie Psammophiidae. 

## Naam en indeling
De verschillende soorten worden ook wel hagedisslangen genoemd vanwege hun voorkeur voor hagedissen op het menu. De wetenschappelijke naam van de groep werd voor het eerst voorgesteld door Leopold Fitzinger in 1826. De slangen werden eerder aan andere geslachten toegekend, zoals Coluber, Coelopeltis, Rhagerrhis, Rhamphiophis en Scutophis. Er zijn drie soorten, het geslacht werd lange tijd aan de familie Lamprophiidae toegekend. 

## Verspreiding en habitat
De slangen komen voor in delen van Europa, noordelijk Afrika en het Midden-Oosten en leven in de landen Albanië, Algerije, Armenië, Azerbeidzjan, Bosnië en Herzegovina, Bulgarije, Cyprus, Egypte, Eritrea, Frankrijk, Georgië, Gibraltar, Griekenland, Herzegovina, Irak, Iran, Israël, Italië, Jemen, Jordanië, Koeweit, Kroatië, Libanon, Libië, Macedonië, Mali, Marokko, Mauritanië, Montenegro, Niger, Oman, Portugal, Rusland, Saoedi-Arabië, Servië, Sinaï, Soedan, Spanje, Syrië, Tunesië, Turkije, Verenigde Arabische Emiraten en Westelijke Sahara. Mogelijk komen ook soorten voor in Slovenië en Ghana.

### Soorten
Het geslacht omvat de volgende soorten, met de auteur en het verspreidingsgebied.
| Naam                                   | Auteur                       | Verspreidingsgebied |
| -------------------------------------- | ---------------------------- | --- |
| Malpolon insignitus                    | Geoffroy De St-hilaire, 1827 | Herzegovina, Montenegro, Macedonië, Servië, Griekenland, Bulgarije, Cyprus, Armenië, Georgië, Azerbeidzjan, Iran, Irak, Marokko, Algerije, Tunesië, Libië, Soedan, Egypte, Israël, Jordanië, Libanon, Syrië Italië, Kroatië, Bosnië en Herzegovina, Montenegro, Macedonië, Albanië, Bulgarije, Cyprus, Turkije, Griekenland, Armenië, Azerbeidzjan, Rusland, Irak, Iran, Syrië, mogelijk in Slovenië, |
| Malpolon moilensis                     | Reuss, 1834                  | Marokko, Westelijke Sahara, Algerije, Tunesië, Libië, Egypte, Israël, Sinaï, Jordanië, Syrië, Irak, Iran, Saoedi-Arabië, Oman, Jemen, Verenigde Arabische Emiraten, Koeweit, Mauritanië, Niger, Mali, Soedan, Eritrea, mogelijk in Ghana |
| Hagedisslang (Malpolon monspessulanus) | Hermann, 1804                | Spanje (Ibiza)*, Portugal, Gibraltar, Frankrijk, Italië, Marokko, Algerije, Tunesië |

* = geïntroduceerd